# Hanns Oertel
Hanns Oertel (* 20. April 1868 in Geithain; † 7. Februar 1952 in München) war ein deutscher Indologe.

## Leben
Er besuchte in Plauen und Meißen das Gymnasium. Nach dem Tod des Vaters wanderte er in die USA aus und studierte an der Yale University, wo er 1890 mit einer Arbeit über Horaz (De cottidiani sermonis in Q. Horatii Flacci sermonibus vestigiis) promovierte, Sprachwissenschaft und Sanskrit bei William Dwight Whitney. 1896 zum Professor of Linguistics and Comparative Philology ernannt. 1920 wurde er Privatdozent in Basel und 1922 Professor in Marburg. Von 1925 bis 1935 lehrte er als Professor für arische Philologie an der Universität München.
Er spezialisierte sich auf die vedische Prosa (Syntax).
1912 wurde Oertel in die American Academy of Arts and Sciences gewählt.
Hanns Oertel starb im Alter von 83 Jahren.

## Grabstätte
Die Grabstätte von Hanns Oertel befindet sich auf dem Münchner Waldfriedhof  (Grabnr. 63-W-24).

## Schriften (Auswahl)
- Zur indischen Apologetik. Stuttgart 1930, OCLC 613319989.
- Zur Kapisthala-Katha-Samhitā. München 1934, OCLC 898815224.
- Zu den Wortstellungsvarianten der Mantras des Atharvaveda in der S'aunaka- und Paipaläda-Rezension und des Sāmaveda in der Kauthuma- und Jaiminiya-Rezension. München 1940, OCLC 462562454.
- Die Dativi finales abstrakter Nomina und andere Beispiele nominaler Satzfügung in der vedischen Prosa. München 1941, OCLC 715189429.